# الشراقي بيت الضبير (مدينة حجة)

تعديل مصدري - تعديل

الشراقي بيت الضبير هي إحدى قرى عزلة عبس بمديرية مدينة حجة التابعة لمحافظة حجة، بلغ تعداد سكانها 72 نسمة حسب تعداد اليمن لعام 2004.